# Narcystyczny rodzic
Narcystyczny rodzic – osoba, która przejawia cechy narcyzmu lub u której zostało zdiagnozowane narcystyczne zaburzenie osobowości. Czasem taki rodzic tworzy chorobliwie bliską relację z dzieckiem, cechuje go zaborczość i często czuje się zazdrosny z powodu wzrastającego poczucia niezależności u syna lub córki, ale nie wszyscy narcystyczni rodzice działają w ten sposób. W obliczu rosnącej niezależności, rodzic doświadcza poczucia straty, ponieważ dziecko stanowi dla niego ważne źródło gratyfikacji podtrzymujących pozytywną samoocenę. W rezultacie rozwijane jest narcystyczne przywiązanie, w którym dziecko istnieje głównie po to, by przynosić korzyści rodzicowi.
Osoby narcystyczne cechuje bardzo niskie poczucie własnej wartości i potrzeba kontroli tego, co inni myślą na ich temat. Stale odczuwają one głęboki lęk przed odrzuceniem i byciem obwinianym, przeczuwając, że jest to możliwe w momencie ujawnienia jakichkolwiek rys na idealnym wizerunku, jaki starają się kreować. Narcyzmowi może towarzyszyć również poczucie własnej wyższości, stałe zaabsorbowanie sobą, sztywność w kontaktach społecznych oraz trudności w przyznaniu się do winy czy odczuwaniu empatii.

## Charakterystyka
Narcyzm wydaje się być przekazywany z pokolenia na pokolenie. Podczas gdy wystarczająco dobry rodzic jest pewny własnych możliwości na tyle, by pozwolić dziecku na rozwijanie autonomii, ten narcystyczny będzie wymuszał specyficzne zachowania mające na celu wzbudzenie w dziecku podziwu. Przykładem może być ojciec, który nie potrafi adekwatnie odpowiadać na potrzeby dziecka, bo jest zbyt zaabsorbowany sobą nalegając przy tym na to, by dziecko stało się podobne do niego i podziwiało go. Może to spowodować, że dziecko zacznie postrzegać siebie jako marionetkę w rękach ojca, bo od najwcześniejszego dzieciństwa jest nauczony, by przedkładać emocjonalne potrzeby innych nad swoje własne.
Według amerykańskiego psychologa, Alana Rappoporta, u podłoża narcyzmu leży bardzo niskie poczucie własnej wartości i lęk przed negatywną oceną ze strony otoczenia. By uchronić kruchą, niestabilną samoocenę, osoba narcystyczna próbuje kontrolować to, co inni myślą na jej temat. Rodzic często żąda konkretnych zachowań od swojego dziecka, bo traktuje je jako swoistą reprezentację w świecie zewnętrznym; oczekując, że dziecko będzie zachowywało się w sposób zaspokajający jego potrzeby emocjonalne.
Rodzic może wymagać od dziecka, że będzie ono świecić przykładem, by przynosić dumę rodzicom i podtrzymywać pozytywny wizerunek rodziny; jednocześnie może krytykować syna lub córkę za okazywanie słabości czy niedotrzymywanie narzuconych standardów. W efekcie dziecko uczy się odgrywać swoją rolę, od czasu do czasu chwaląc się swymi specjalnymi umiejętnościami przed rodziną czy znajomymi. W konsekwencji dziecko nie czuje się kochane czy doceniane wyłącznie za bycie sobą, we wspomnieniach będzie raczej wiązało uczucie miłości z byciem docenianym za zaspokajanie narcystycznych potrzeb rodzica. Jako przykład może służyć sytuacja, w której ojciec – prawnik wymaga od swojego syna, by ten również wybrał podobną ścieżkę zawodową, a każda inna decyzja zostanie przez niego odrzucona i wzbudzi niezadowolenie.
Wszystkie te cechy sprawiają, że narcystyczny rodzic w pewnych obszarach zachowuje się w stosunku do dziecka wręcz intruzywnie, podczas gdy w innych wyraźnie zaniedbuje je emocjonalne. Dziecko jest karane, jeśli nie reaguje odpowiednio na potrzeby rodzica. Kara może przybierać rozmaite formy – od kar cielesnych, poprzez wypowiedzi pełne złości, wywoływanie poczucia winy, emocjonalne zaniedbania aż do otwartej krytyki. Niezależnie jednak od formy, celem kary zawsze jest wymuszenie na dziecku zaspokojenia narcystycznych potrzeb rodzica.
Vankin zauważa, że narcystyczni rodzice często postrzegają swoje dziecko jako wielopłaszczyznowe źródło narcystycznych gratyfikacji oraz jako przedłużenie własnej osoby, reprezentujące ich w świecie zewnętrznym.

## Kwestionariusz
Nina W. Brown w swojej książce Children of Self Absorbed zamieściła kwestionariusz dla czytelników umożliwiający identyfikację destrukcyjnego narcystycznego wzorca. Sugeruje ona przyjrzenie się zachowaniom rodziców, pod kątem tego czy w przeszłości każdą rozmowę kierowali ku sobie, czy stale wymagali uwagi, domagali się komplementów, nie potrafili słuchać, korzystali z rzeczy dziecka bez pozwolenia, nie potrafili śmiać się z siebie, przesadzali lub robili umniejszające krytyczne uwagi w kierunku swoich dzieci.

## Międzypokoleniowe wzorce
Dziecko narcystycznego rodzica w dorosłym życiu zwykle również przejawia narcystyczne cechy osobowości, bywa też współuzależnione w tworzonych przez siebie relacjach. Dzieje się tak ze względu na niezdolność do emocjonalnej odpowiedzi rodzica na potrzeby dziecka. Najczęściej rodzic również doświadczył poważnych psychologicznych zaniedbań we własnym dzieciństwie i stąd mogą wynikać jego trudności w przedłożeniu potrzeb dziecka ponad własną chęć kontroli otoczenia.
Dzieci bardziej uparte z natury, które zwykle określane są mianem „trudnych”, mogą odmawiać wspierania członków rodziny, gdyż szybko orientują się w jaki sposób samolubni rodzice wymuszają zaspokajanie swoich potrzeb na innych. Dziecko uczy się, że poprzez manipulację można wywołać poczucie winy i uzyskać to czego się w danym momencie potrzebuje. W efekcie u dziecka rozwija się tzw. fałszywe self. Dzięki agresywnym zachowaniom wymusza ono na innych, to czego potrzebuje, a w dorosłym życiu często również prezentuje cechy narcystyczne.
Natomiast dzieci bardziej wrażliwe, kierujące się poczuciem winy, dużo szybciej reagują na narcystyczne potrzeby rodziców, ponieważ orientują się, że tylko rezygnując z własnych potrzeb mogą uzyskać namiastkę miłości. Prawdziwe emocje są ignorowane i zaprzecza się im tak długo, aż w końcu dziecko samo zaczyna je tłumić, by podtrzymać iluzję, że jest kochane. Poczucie winy i wstydu hamuje naturalny rozwój, ponieważ gniew i wszelkie agresywne impulsy są rozszczepiane. Nie mogą one zostać zintegrowane, jak dzieje się to w przypadku prawidłowo kształtującej się osobowości. Mechanizmem obronnym staje się wytworzenie fałszywego self oraz współzależność w tworzonych relacjach. W sposób nieświadomy dziecko stale zaprzecza swojemu prawdziwemu self, powtarzając emocjonalne cykle. Pojawia się uczucie nienawiści do siebie, wynikające z lęku przed ujawnieniem autentycznych potrzeb, które w przeszłości nigdy nie mogły zostać zaspokojone.

## Przykład z literatury
Powieść Loverboy, autorstwa Victorii Redel, jest napisana z punktu widzenia matki, będącej osobą skrajnie narcystyczną. Bohaterka nawiązuje przypadkowe stosunki seksualne wyłącznie w celu poczęcia dziecka, które mogłoby zaspokoić jej potrzeby. Gdy rodzi się jej syn Paul, kobieta zabrania mu nawiązywania jakichkolwiek kontaktów ze światem zewnętrznym. W zamian nawiązuje z chłopcem skomplikowaną, niezdrową relację. Wkrótce Paul osiąga wiek szkolny i próbuje rozwijać własną autonomię. Ten naturalny etap w rozwoju dziecka jest przeżywany przez matkę jako głęboko raniące odrzucenie. Kobieta jest tak poważnie zaburzona, że jako osobisty atak na relację z synem postrzega nawet lokalne przepisy nakazujące zapisanie dziecka do szkoły. Z lęku przed utratą narcystycznych gratyfikacji czerpanych z patologicznej relacji, matka próbuje zatruć siebie i syna tlenkiem węgla, wierząc, że tylko śmierć może uchronić go przed rozczarowaniem, jakie nieuchronnie niesie rzeczywistość.